# Tom Watson (homme politique britannique)
Pour les articles homonymes, voir Tom Watson et Watson.
Tom Watson est un homme politique britannique né le 8 janvier 1967. Il est député travailliste de West Bromwich East de 2001 à 2019.